# Germade
Germade (en gallego y oficialmente Xermade) es un municipio español situado en la provincia de Lugo.

## Límites
Al norte limita con el municipio de Muras, al oeste limita con los de Monfero y Puentes de García Rodríguez (en la provincia de La Coruña), al este limita con el de Villalba, y hacia el sur, con el de Guitiriz.

## Etimología
El origen del nombre probablemente proceda del latín (villa) Germinati, indicando la pertenencia a un possessor llamado Germinatus, nombre de origen latino. Alternativamente, es derivado de *(villa) Iermiati, genitivo de Ieremias,  forma latina del nombre hebreo Yirmeyah.[cita requerida]

## Historia
Pascual Madoz, en su Diccionario Geográfico-Estadístico-Histórico de España, detalla su orografía, población y organización administrativa en 1850.

## Geografía humana

### Organización territorial
El municipio está formado por doscientos treinta y una entidades de población distribuidas en diez parroquias:
- Burgás (Santa Eulalia)[6]
- Cabreiros (Santa Mariña)
- Candamil (San Miguel)
- Cazás (San Xulián)
- Germade[5]
- Lousada (San Andrés)[4][6]
- Miraz (San Pedro)
- Momán (San Mamede)
- Piñeiro (San Martiño)
- Roupar (San Pedro Félix)[4]

### Demografía
Cuenta con una población de 1698 habitantes (INE 2024).
| Gráfica de evolución demográfica de Xermade entre 1842 y 2021 |
| |
| Población de derecho según los censos de población del INE Población de hecho según los censos de población del INEEn estos censos se denominaba Germade: 1842, 1857, 1860, 1877, 1887, 1897, 1900, 1910, 1920, 1930, 1940, 1950, 1960, 1970 y 1981 |

## Política
En Germade existen actualmente tres partidos políticos:
El PP, el PSOE y el BNG. El portavoz municipal del PSOE y alcalde de este municipio es Roberto García Pernas. El teniente alcalde es José Prieto Barro. El portavoz del PP es Antonio Ribeira Requeijo y el portavoz del BNG es Oscar González Pardo.